# .hu
‎.hu‏ دامنه اینترنتی اختصاص داده شده به کشور مجارستان است.